# Ернст II (герцог Швабії)
Ернст II (нім. Ernst II.; бл. 1010 — 17 серпня 1030) — 11-й герцог Швабії в 1015—1030 роках.

## Життєпис
Походив з роду Бабенбергів. Син Ернста I, герцога Швабії, та Ґізели Швабської. Народився близько 1010 року. У 1015 році, після загибелі батька на полюванні, успадкував герцогство. Через малий вік опинився під опікою матері, яка 1016 року вийшла заміж за Конрада, графа Шпейєра. 1017 року опіка над Ернстом II перейшла до його стрийка Поппо фон Бабенберга, архієпископа Тріра.
1024 року після обрання свого вітчима королем Німеччини, Ернст II приєднався до прихильників іншого претендента — Конрада II, герцога Каринтії. Але серед них не було єдності, тому шляхом застосування сили й поступок Конрад II зумів побороти своїх супротивників. Завдяки матері Ернст II замирився з королем Німеччини. 1025 році брав участь в італійському поході Конрада II.
1026 року отримав абатство Кемптен. Втім невдовзі разом з Фрідріхом Лотаринзьким вдерся до Ельзасу, де атакував Страсбург. Втім невдовзі повсталі проти Конрада II зазнали поразки. Ернст II вимушений був прибути на Ульмський рейхстаг, де був позбавлений герцогства та ув'язнений у замку Гібіхенштайн в Саксонії.
1028 року Ернста було звільнено та повернуто Швабію. Натомість вимушений був відмовитися від Вайсенбурга у Нордгау в Баварії. Але у 1030 році відмовився допомогти Конраду II проти повсталого графа Вернера фон Кібурга, що був другом Ернста II. За це позбавлений герцогства (передано братові Герману) та оголошений ворогом імперії. Невдовзі разом з Вернером фон Кібургом загинув у сутичці з військами Вармана фон Діллінгена, єпископа Констанци.